# Округ Линколн (Оклахома)
Округ Линколн (енгл. Lincoln County) је округ у америчкој савезној држави Оклахома.

## Демографија
По попису из 2010. године број становника је 34.273, што је 2.193 (6,8%) становника више него 2000. године.
| Група             | 2000.          | 2010.          |
| Белци             | 27.498 (85,7%) | 28.985 (84,6%) |
| Афроамериканци    | 790 (2,5%)     | 615 (1,8%)     |
| Азијати           | 80 (0,2%)      | 65 (0,2%)      |
| Хиспаноамериканци | 483 (1,5%)     | 838 (2,4%)     |
| Укупно            | 32.080         | 34.273         |